# حسینیه چهل دختران
حسینیه چهل دختران مربوط به دوره قاجار است و در نائین، محله چهل دختران، جوار دروازه چهل دختران واقع شده و این اثر در تاریخ ۱۰ خرداد ۱۳۸۲ با شمارهٔ ثبت ۹۰۵۵ به‌عنوان یکی از آثار ملی ایران به ثبت رسیده است.